# Indokinesisk tiger
Indokinesisk tiger (Panthera tigris corbetti) är en underart av tiger som förekommer i Sydöstasien på indokinesiska halvön. Fram till 1980-talet ansågs den fortfarande vara vitt spridd i området kring floden Mekong, men på grund av tjuvjakt och habitatförlust har antalet tigrar minskat starkt och idag är den indokinesisk tigern utrotningshotad, liksom andra underarter av tiger, och rödlistad som starkt hotad.

## Kännetecken
Indokinesiska tigerhannar väger 150-195 kg och har en kroppslängd på 2,55-2,85 meter. Honorna är mindre med en vikt på 100-130 kg och en kroppslängd på 2,3-2,55 meter.

## Utbredning
Den indokinesiska tigerns utbredningsområde omfattar Myanmar, Thailand, Laos, Vietnam, Kambodja och sydvästra Kina (Luo et al. 2004). År 2010 fanns enligt nationella uppskattningar från Burma, Thailand, Laos, Vietnam och Kambodja sammantaget 352 vilda tigrar kvar i de fem länderna. Thailand uppskattades ha den största tigerpopulationen med 200 djur. I Burma uppskattades antalet tigrar till 85, i Vietnam till 20, i Kambodja till 20 och i Laos till 17. Detta visar på en stark minskning av antalet vilda tigrar i dessa länder sedan år 1998, då de nationella uppskattningarna av antalet vilda tigrar i de fem länderna sammantaget uppgick till 1 200 djur. Från de områden i sydvästra Kina (provinsen Yunnan och Metog, Tibet) där tigern historiskt funnits finns det få uppgifter om tigrar från senare tid och kanske finns det inga tigrar som fast uppehåller sig i dessa områden kvar (Kang et al. 2010).

## Hot
Den indokinesiska tigern hotas dels av tjuvjakt eftersom det finns efterfrågan på kroppsdelar från tiger inom traditionell kinesisk medicin och dels av habitatförlust eftersom dess livsmiljöer minskar och splittras upp.